# Walnut Township (comté de Polk, Iowa)
Walnut Township est un township du comté de Polk en Iowa, aux États-Unis,.
Il est fondé en 1860.